# Greenbush (Minnesota)
Greenbush – miasto w Stanach Zjednoczonych, w stanie Minnesota, w hrabstwie Roseau.